# NGC 4846
NGC 4846 (другие обозначения — UGC 8079, IRAS12554+3637, MCG 6-29-2, KUG 1255+366, ZWG 188.32, KARA 561, ZWG 189.4, PGC 44362) — галактика в созвездии Гончие Псы.
Этот объект входит в число перечисленных в оригинальной редакции «Нового общего каталога».
В галактике вспыхнула сверхновая SN 2008ip типа IIn, её пиковая видимая звездная величина составила 15,7.